# Giulgiul din Torino

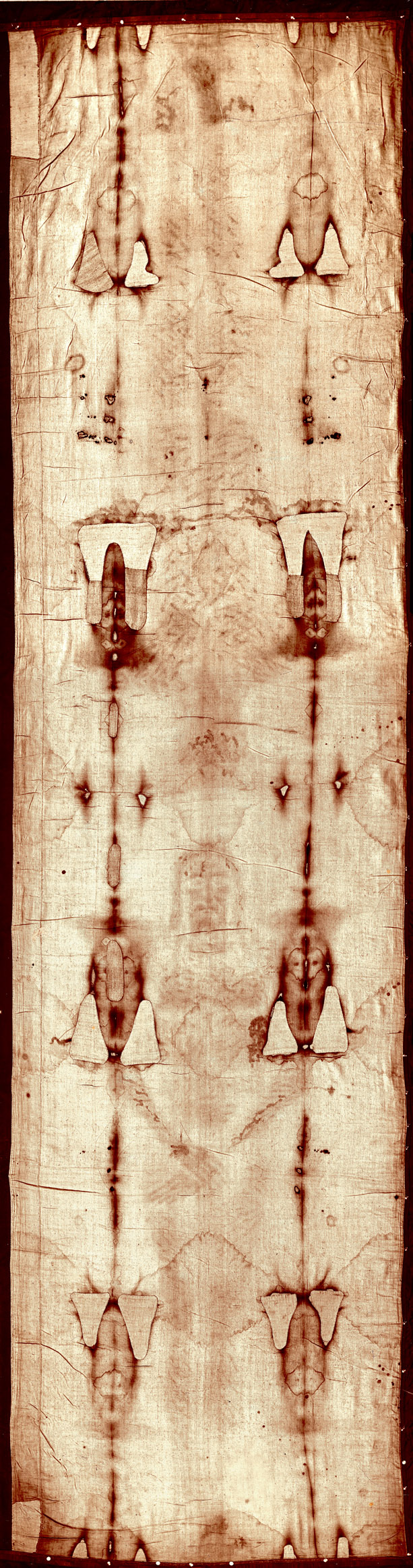
Negativul imaginii giulgiului din Torino

Giulgiul din Torino este o pânză de in păstrată în capela regală a Catedralei „Sfântul Ioan Botezătorul” din Torino. Pe respectivul material textil se află imprimată imaginea corpului unui om care prezintă semne de agresiune fizică și în special de crucificare. De-a lungul timpului pânza respectivă a generat numeroase dezbateri. Unii credincioși creștini  consideră că în pânza respectivă ar fi fost învelit Isus Hristos după crucificare. Alții consideră că este vorba despre un artefact. Neîncrederea în autenticitatea giulgiului nu se opune dogmei sau cultului creștin.
Biserica Catolică, actualul custode al giulgiului, nu s-a pronunțat niciodată în mod oficial asupra autenticității, considerând că aceasta nu ajută cu nimic religiei creștine.  Dar în 1958 Papa Pius al XII-lea a aprobat imaginea pentru adorarea Sfintei Fețe a lui Isus. Papa Ioan Paul al II-lea a denumit giulgiul „o oglindă a Evangheliei”. Alte denominații creștine, precum anglicanii și metodiștii, au oferit adorare giulgiului. Diverse argumente au fost făcute în publicații științifice și populare care căutau să dovedească, contrar consensului științific, că giulgiul este acoperământul autentic de înmormântare al lui Isus, bazându-se pe discipline de la chimie și biologie la medicină legală și analize optice ale imaginilor. În 1988, trei datări cu carbon radioactiv au datat o bucățică dintr-un colț al giulgiului ca fiind din Evul Mediu, dintre anii 1260 și 1390. Unii cercetători au atacat această datare, argumentând că rezultatele au fost alterate de introducerea de material din Evul Mediu în porțiunea de giulgiu folosită pentru datare. Totuși, toate ipotezele folosite pentru a contesta datarea cu carbon radioactiv au fost respinse din punct de vedere științific, inclusiv ipoteza reparației medievale, ipoteza contaminării biologice și ipoteza monoxidului de carbon.

## Descriere
Giulgiul are lungimea de 4,36 m, lățimea de 1,10 m și este alcătuit din fire de in tors manual, iar urzeala este executată tot manual. Pe țesătură apar două amprente: partea din față și cea din spate a unui bărbat neîmbrăcat, biciuit și probabil crucificat. Corpul a fost așezat pe spate, pe jumătatea inferioară a giulgiului, petrecându-se cealaltă jumătate pe deasupra. Materialul prezintă numeroase găuri (în prezent peticite), locurile presupuse a fi ars la incendiul din 1532 și mai multe pete de apă de la stingerea flăcărilor.

## Istoric

### Perioada anterioară secolului al XIV-lea

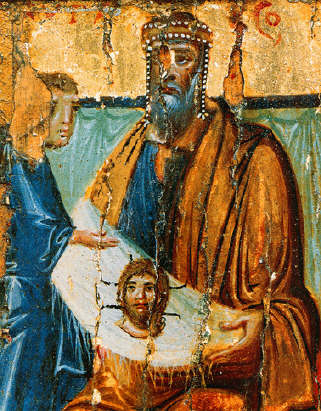
Abgar din Edessa prezentând giulgiul, imagine din secolul al X-lea

Conform textului biblic, a treia zi de la moartea lui Iisus Hristos, apostolii Ioan și Petru au intrat în mormânt, dar acesta era gol. Trupul lui Iisus dispăruse, dar giulgiul în care fusese înfășurat era aruncat pe jos și într-un colț, împăturită, se afla pânza cu care chipul Mântuitorului fusese șters de sudoare și sânge.
Istoria giulgiului din Torino este învăluită în mister. Prima dovadă a existenței giulgiului apare într-una din scrisorile Episcopului din Saragosa, la mijlocul secolului al VII-lea. 
Proveniența giulgiului nu este pe deplin elucidată. După unele surse istorice, giulgiul ar fi fost dus din Ierusalim, după moartea lui Iisus, regelui Abgar din Edessa (azi: Urfa, Turcia), care l-ar fi ascuns într-un perete al cetății. Sfântul Ioan Damaschinul, în lucrarea sa anti-iconoclastă „Despre icoane”, face o descriere a giulgiului și îl identifică cu acea „imagine de la Edessa”.
Ulterior, această presupunere s-a dovedit a fi eronată, prin studiile cercetătorului contemporan Averil Cameron, expert în istorie antică și bizantină. În secolul al VI-lea, se pare că giulgiul ar fi fost redescoperit, iar în anul 944 ar fi fost dus de la Edessa în capitala bizantină, Constantinopol. Gregorius Refendarius, arhidiacon al Hagia Sophia (Sfânta Sofia) declară sub jurământ că pânza de la Edessa conține urmele trupului lui Iisus Hristos și pete de sânge ce ar corespunde unei răni laterale.
Până în secolul al XII-lea, în Occident nu s-a știut aproape nimic despre giulgiu. În schimb, în Răsărit, evlavia pentru pânzele înfășurării, venerarea pentru marama și închinarea la Chipul Domnului erau mijloace și căi de verificare a credinței, mai ales după Sinodul al VII-lea Ecumenic (787).
În anul 1172, Amonis, regele Ierusalimului, însoțit de cronicarul Wilhelm de Tyr, sosește la Curtea Bizanțului. Împăratul Manuel I Comnenul, obișnuit cu vizite și cu faste ceremonii, arată oaspeților comorile Bizanțului din timpul lui Constantin cel Mare, Teodosie, Justinian și al altor împărați. Cei doi rămân uimiți de cele aflate despre Iisus Hristos, de vederea cuielor, suliței, bureților pentru oțet și giulgiului.
În jurul anului 1200, Nicolae Messoritis, la cererea Curții Bizantine și patriarhului de Constantinopol face un nou inventar la Capela "Sf. Maria", pune giulgiul, alte relicve și numeroase alte obiecte considerate sfinte într-o lădiță și le transferă pentru mai multă siguranță în Biserica Mănăstirii din Vlaherne, notând: „Giulgiul este din pânză obișnuită de in, miroase încă tare a smirnă”. Cel mai mult au fost atrași de mirajul giulgiului apusenii. Cavalerul Robert de Clari, cronicar al Cruciadei a patra, scria încă din 1203: „deși am vederea slabă, cred că am văzut chipul lui Hristos pe o pânză din Bizanț”.
În 1204, cruciații cuceresc Constantinopolul. Avizi după bogăție, capturează cât mai multe obiecte sfinte pentru a le valorifica. În cele din urmă, giulgiul ajunge în posesia lui Othon de la Roche. Acesta îl trimite pe ascuns tatălui său, Donche de la Roche. Astfel giulgiul ajunge în 1206 la Lirey, Franța, în grija episcopului Amedeo de Besançon, care îl depune la Biserica Sfântul Ștefan.

### Secolul al XIV-lea
În 1349, un fanatic aprinde focul lângă incintă și un incendiu mistuie biserica; ca prin minune, giulgiul este salvat fără a suferi vreo daună. Nobilul Geoffrey de Charny plătește sume mari de bani și ridica relicva de la Lirey, ducând-o la Trieste. După puțină vreme, pânza este depusă în biserica Sf. Hipolit, transportată cu mare cinste la Chymy (Belgia).
În 1353, de Charny este însărcinat de regele Ioan al II-lea (cel Bun) să fondeze o biserică în Lirey, Troyes (departamentul Aube). Acolo, în 1357, are loc prima prezentare publică a giulgiului în Europa. Portretele lui Iisus apărute după secolul al VI-lea și raspândite în toată lumea se aseamănă cu chipul imprimat pe giulgiu.
În secolul al XIV-lea, giulgiul a fost expus în mai multe rânduri, dar nu în mod continuu deoarece, în 1370, episcopul de Troyes, Henri de Poitiers interzice venerarea imaginii, susținând că este un fals și că Evangheliile nu pomenesc existența unui astfel de obiect. Succesorul lui de Poitiers, episcopul Pierre d'Arcis, susține același lucru într-o scrisoare din 1389 către anti-papa Clement al VII-lea (papă al liniei Avignon), menționând chiar și numele artistului care a recunoscut că a produs un fals (giulgiul). Totuși Clement al VII-lea încurajează, în 1390, pelerinajele în scopul venerării giulgiului și aceasta pentru obținerea de venituri prin vânzare de indulgențe.

### Secolul al XV-lea
În 1418, Humbert de Villersexel, conte de la Roche, lord de Saint-Hippolyte-sur-Doubs, mută giulgiul în castelul său de la Montfort, Doubs, pentru a-l proteja împotriva hoților. După moartea contelui, soția lui, Margaret, călătorește în diverse locuri unde expune giulgiul, în special la Liège și Geneva. În 1453, ea îl vinde în schimbul unui castel din Varambon (Franța). Noul proprietar, Ludovic I de Savoia, îl depune la Saint-Chapelle din Chambéry.
Începând cu 1471, giulgiul este expus în mai multe orașe europene ca: Vercelli, Ivrea, Susa (Italia), Chambery, Avigliana.

### Secolul al XVI-lea și până în prezent

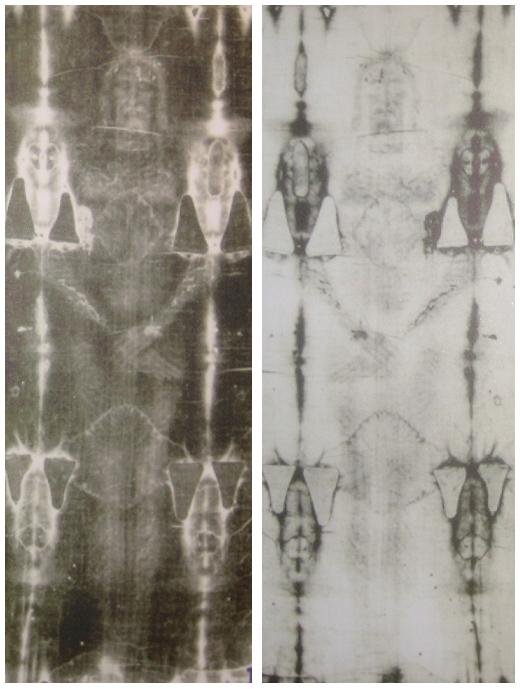
Prima fotografie a giulgiului din Torino, realizată în 1898 de Secondo Pia. Este interesant faptul că negativul este mai clar decât pozitivul.

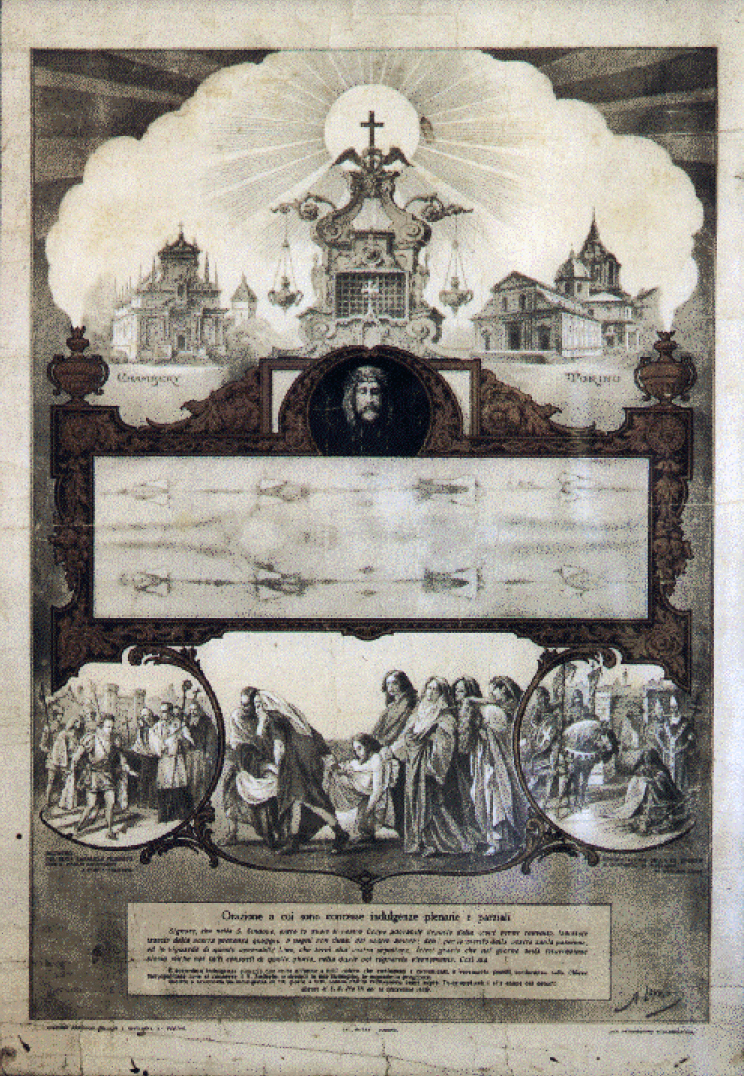
Afiș din 1898, care anunță expunerea publică a giulgiului.

Mai târziu, giulgiul a fost donat casei princiare de Savoya (Franța). În 1578, a fost predat Domului din Torino, rămânând totuși proprietatea familiei de Savoya (până în 1983, când a fost predat Vaticanului).
Cu un ceremonial deosebit pânza este dusă în 1578 la Catedrala „Sfântul Ioan Botezătorul” din Torino.
În 1898, cavalerul Secondo Pia a avut ideea de a fotografia „pânza sfântă” pentru publicitate în toata lumea, dar pe negativ în loc de fâșii obișnuite, i-a apărut imaginea unui om în suferință, după descrierea fotografului. Isteria provocată de accesul la giulgiu a determinat municipalitatea din Torino să închidă lada cu relicva. Pentru prudență, giulgiul nu a mai fost expus.
În 1931, cardinalul din Torino a încuviințat expunerea pânzelor, nu numai giulgiul, ci și alte fâșii bănuite că ar poseda puteri miraculoase (husa cu care a fost învelit giulgiul). De data aceasta, savanții din diferite domenii au început investigațiile. Când toată lumea credea ca pe pânză „a fost pictat” chipul lui Iisus Hristos, biologii și antropologii constată fantasticul: chipul apărut este al unui om, fiind din sânge, nu din vopsele. În 1946, giulgiul a fost expus din nou în același loc, reluându-se pelerinajul, în ciuda războiului.
În martie 1983, după decesul fostului rege italian Umberto I de Savoia, giulgiul a intrat în posesia Vaticanului, cu condiția păstrării sale în continuare în relicvariul Domului din Torino.
În vara lui 2008, Papa Benedict al XVI-lea acceptă dorința arhiepiscopului de Torino, cardinalul Severino Poletto, ca „în primăvara anului 2010 să aibă loc o altă expunere solemnă a Giulgiului”. Expunerea „va oferi o ocazie potrivită de contemplare a Feței misterioase ce vorbește în tăcere inimilor oamenilor, invitându-i să recunoască acolo fața lui Dumnezeu”, declară papa.

## Controverse
Giulgiul a constituit subiectul a numeroase și aprinse controverse între oameni de știință, reprezentanți ai religiei creștine, istorici și scriitori, mai ales în ce privește modul și momentul în obiectul și-a făcut apariția cu amprentele binecunoscute. Unii credincioși creștini susțin că ar fi pânza cu care Iisus a fost acoperit după coborârea Lui de pe cruce și că păstrează întipărită imaginea sa. Oamenii de știință, însă, consideră majoritar obiectul a fi un fals rafinat.
În 1543, Jean Calvin, în cartea sa Tratat despre relicve, a explicat de ce Giulgiul nu poate fi autentic.

## Analizele științifice
Raymond E. Brown, un mare biblist catolic, observa că unui cadavru în poziția culcat îi era imposibil să-și acopere organele genitale.
În 1988, Sfântul Scaun își dă acordul pentru efectuarea unei datări cu carbon radioactiv. În acest scop, o porțiune dintr-un colț este decupată și trimisă la trei laboratoare, și anume cele ale Universității din Oxford, Universității din Arizona și cel din cadrul Institutului Federal de Tehnologie din Elveția. Toate acestea au indicat data de proveniență ca fiind situată în perioada 1260 - 1390.
Deși efectuată independent de trei laboratoare, acestă datare a fost imediat contestată, nefiind acceptată de întreaga lume științifică. Unul din argumentele aduse de către Anna Arnoldi (Universitatea din Milano) și Raymond Rogers (Universitatea din California) menționează eventuala contaminare bacteriană care poate afecta precizia unui astfel de test. Mai mult, Rogers, pe baza studiilor microchimice referitoare la conținutul de vanilină (polimer ce rezultă din descompunerea termică a ligninei din cadrul țesăturii de in) concluzionează că vârsta lințoliului ar fi cuprinsă între 1300 și 3000 de ani. Pe de alta parte, reprezentanții curentului sceptic contrazic opinia lui Rogers, considerând studiul efectuat de acesta ca fiind incomplet, lipsit de consistență și că denaturează analiza științifică în favoarea orientării religioase.
O echipă condusă de Leoncio A. Garza-Valdes și Stephen J. Mattingly (Universiatea San Antonio din Texas) au adus un alt argument referitor la reziduurile bacteriene conținute de giulgiu, subliniind faptul că acea contaminare bacteriană a mostrei supusă studiului afectează acuratețea datării cu carbon-14.
Analizorul VP-8, folosit de NASA, realizează o imagine tridimensională a giulgiului.
Dacă al lui Isus cadavru ar fi produs în mod real imaginile de pe giulgiu, ne-am aștepta ca părțile cadavrului care atingeau solul să fie mai evidențiate. De fapt, mâinile și fața lui Isus sunt zugrăvite în detaliu, în timp ce fesele și buricul său sunt abia conturate sau invizibile, discrepanță care se explică din dorința de decență a artistului. Niciun rid sau vreo altă iregularitate nu tulbură imaginea, ceea ce este improbabil dacă giulgiul ar fi acoperit formele neregulate ale corpului. Pentru a compara, vedeți oshiguma; o artă din Japonia de a face modele faciale. Mai departe, aparența fizică a lui Isus corespunde iconografiei artei bizantine.
În ultimii ani câteva analize statistice au fost făcute asupra datelor provenite din datarea cu carbon radioactiv, încercând să tragă concluzii despre încrederea pe care o putem avea în ele fără însă a studia giulgiul. Toate au conchis că datele sunt lipsite de omogeneitate, ceea ce poate fi din cauza unor anomalii neidentificate din fibrele analizate sau altfel ar putea fi datorate diferențelor dintre procesele de curățare din laboratoare diferite, anterioare testărilor. Cea mai recentă analiză (2020) conchide că intervalul de timp trebuie ajustat cu o diferență până la 88 ani pentru a fi cu adevărat de „95% încredere”.

## Reflectare în literatură
- Knight Christopher, Lomas Robert, Al doilea Mesia. Templierii, Giulgiul din Torino si marele secret al Francmasoneriei

### Pro-autenticitate
- en  Shroud.com
- en  Discursul Papei Ioan-Paul
- Giulgiul din Torino trebuie venerat?, 4 aprilie 2012, Adrian Cocoșilă, CrestinOrtodox.ro
- Giulgiul din Torino este autentic Arhivat în 15 ianuarie 2014, la Wayback Machine., 26 iunie 2010, Dumitru Manolache, Ziarul Lumina

### Scepticism
- en  Giulgiul din Torino, relicvă sfântă sau artefact?
- en  Institutul de Cercetare McCrone Arhivat în 17 aprilie 2010, la Wayback Machine. demonstrează că imaginea de pe giulgiu este o pictură.
- en  Web-site-ul celor sceptici Arhivat în 5 august 2004, la Wayback Machine.
- en  Mark Bruzon's Analysis of 3D Images Arhivat în 1 septembrie 2009, la Wayback Machine.
- ro  Giulgiul din Torino
- ro  Creștinismul, zdruncinat din temelii: Giulgiul din Torino a fost făcut în Turcia Arhivat în 11 iunie 2012, la Wayback Machine.